# Nusatidia luzonica
Nusatidia luzonica là một loài nhện trong họ Clubionidae.
Loài này thuộc chi Nusatidia. Nusatidia luzonica được Eugène Simon miêu tả năm 1897.